# Іквано
Іквано (англ. Ikwuano) — одна із 17 територій місцевого управління штату Абія, Нігерія.
Адміністративний центр — Ізіала Оборо.
Площа території — 281 км2. Чисельність населення — 137 993 осіб (станом на 2006 рік).
| Нігерія | Це незавершена стаття з географії Нігерії. Ви можете допомогти проєкту, виправивши або дописавши її. |